# دافليكانوفو
دافليكانوفو (بالروسية: Давлеканово) هي إحدى مدن روسيا في الكيان الفدرالي الروسي باشكورتوستان.

## أعلام بارزون
- ليودميلا أوليتسكايا (ولدت في دافليكانوفو سنة 1943): روائية حاصلة على جوائز عالمية.